# Tragedia de Fúquene
La Tragedia de Fúquene fue un accidente ocurrido el domingo 13 de diciembre de 1936 en la laguna de Fúquene, ubicada en la localidad del mismo nombre, al norte del departamento de Cundinamarca, Colombia, que cobró la vida de más de 20 personas.

## Los hechos
La tragedia se produjo por el naufragio de una lancha que transportaba pasajeros asistentes a un torneo de regatas organizado en la laguna. La embarcación buscaba cubrir la distancia existente entre la orilla de la laguna y la isla de "El Santuario", donde se había organizado un almuerzo en el hotel de propiedad del intelectual y literato Antonio María Ferro Bermúdez, poeta fundador de La Gruta Simbólica y destacado personaje político conocido en la época como "El Jetón" Ferro. Según el escritor e historiador Enrique Santos Molano, «un paseo a Fúquene y una visita al Santuario eran uno de los gustos más apetecidos por la sociedad bogotana, y se consideraba un alto honor recibir una invitación personal del Jetón Ferro a pernoctar en El Santuario, donde, en un ambiente paradisíaco, se disfrutaba de las comodidades que brindaban el progreso y la vida moderna».
El desplazamiento de un grupo de los invitados hacia la isla, donde se serviría el suntuoso almuerzo, terminó en tragedia cuando una de las embarcaciones empleadas para transportar a los invitados zozobró en las aguas lacustres, agitadas por el intenso oleaje producido por las primeras lanchas. El reportaje del diario El Tiempo, en su edición del 14 de diciembre de 1936, explica lo sucedido: "Habría navegado la lancha dos millas, según informó a nuestro reportero uno de los sobrevivientes, cuando el motor se paró. El viento llenó, sin duda, de agua la embarcación, que estaba sin gobierno a causa del daño del motor. Todo esto se añadió al pánico entre los pasajeros, muchos de ellos mujeres que comenzaron a moverse en todas las direcciones e hicieron zozobrar la lancha".
El siniestro ocurrió poco más o menos a las tres de la tarde y la noticia solo se supo en Bogotá a eso de las siete de la noche.

## Causas de la tragedia
Tras la investigación se logró establecer que la embarcación que zozobró transportaba a veintisiete personas, número de pasajeros muy superior al cupo límite de las mismas, que era de dieciséis. Las víctimas perecieron por hipotermia y por ahogamiento; la legislación de la época no obligaba a las embarcaciones marítimas ni lacustres a portar chalecos salvavidas.
Dada la insuficiencia de embarcaciones para el elevado número de invitados al evento, el exceso de cupo fue lugar común durante el desplazamiento de las lanchas en los numerosos trayectos hacia la isla.

## Impacto
El accidente creó gran conmoción en la sociedad de la época y los diarios reseñaron ampliamente lo sucedido hasta varias semanas después de su ocurrencia.

## Víctimas
En la tragedia de Fúquene se contaron 21 víctimas, entre ellas:
- Jorge Hernández De Brigard, capitán del Ejército Nacional y miembro de la Guardia de Honor, hijo del dirigente político Leovigildo Hernández Sanz de Santamaría, oficial que actuó en la Guerra colombo-peruana.
- Antonio José Salazar Ferro, hijo del General Julio Salazar y hermano de Julio Roberto Salazar Ferro, Secretario de Gobierno de Bogotá.
- Manuel Antonio Arboleda Arboleda, abogado natural de Popayán, hijo de Julián Arboleda Scarpetta y Rafaela Arboleda Quijano. Fue Secretario Privado del Gobernador del departamento del Cauca y miembro del gabinete de gobierno del presidente Alfonso López Pumarejo. Al momento de su deceso se desempeñaba como Secretario General de la Universidad Nacional de Colombia.[3] Había contraído matrimonio con Sofía Dolores Arroyo Arboleda, con quien tuvo una hija, Bárbara Cristina.
- Bernardita Azcárate vda. de Pardo Navas, propietaria del Hotel Lafayette.
- Pablo Salazar Santos, niño de 12 años de edad, hijo de Manuel José Salazar Wiesner e Inés Santos Barrios, y nieto de Rafael Santos Barón y Clementina Barrios Sanz de Santamaría.
- Alberto Espinosa Ponce de León, estudiante de Derecho en Bogotá, hijo de Jorge Espinosa Carrasquilla y Rosita Ponce de León de Espinosa. Al momento de su deceso se encontraba casado con Beatriz Anjel Tamayo, con quien procreó cuatro hijos: Jorge, Anita, Beatriz y Alejandro. En memoria de Espinosa se cancelaron las celebraciones que estaban previstas para la noche de la tragedia en el Jockey Cub, relativas a la coronación de la Reina de las Flores.
- Víctor Julio Duarte Cuéllar, Secretario del Instituto de Educación, casado con Carmen Borda Latorre. Falleció junto con uno de sus hijos.